# Lagocephalus laevigatus
Lagocephalus laevigatus is een straalvinnige vissensoort uit de familie van de kogelvissen (Tetraodontidae). De wetenschappelijke naam is gepubliceerd in 1766 door Linnaeus.